# Колесник, Анатолий Иванович
Анатолий Иванович Колесник (6 декабря 1943, Аневка — 7 ноября 2021, Новотроицк) — механизатор совхоза «Брацлавский» Адамовского района Оренбургской области. Полный кавалер ордена Трудовой Славы, заслуженный механизатор сельского хозяйства Российской Федерации.

## Биография
Родился 6 декабря 1943 года в селе Аневка Адамовского района Оренбургской области в крестьянской семье. Окончил 6 классов дневной, а позже 8-й класс вечерней школы.
Трудовую деятельность с 13 лет начал прицепщиком в колхозе в родном селе. В 1960 году закончил трехмесячные курсы механизаторов. Работал на тракторе ДТ-54. В 1962 году окончил курсы шоферов и в этом же году был призван в ряды Советской армии, службу проходил в пограничных войсках на советско-афганской границе. В 1965 году был демобилизован, вернулся домой.
Начал работать в совхозе «Брацлавский» водителем, а в уборку в поле на комбайне. В 1970 году, чтобы не менять участки производства, перешёл в механизаторы. В первую же уборочную страду вступил в соперничество с опытными комбайнерами, за одни сутки скосил на свал 113 га пшеницы 6-метровой жаткой. С этого времени занимал первые места не только в своем совхозе «Брацлавский», но и в Адамовском районе.
Каждую уборку хлебов брал на штурвал учащихся 7-х, 8-х классов, был наставником молодёжи, многие из которых и теперь работают механизаторами в ЗАО «Брацлавский». Хлеборобскую школу Колесника уже прошли более тридцати воспитанников Брацлавской средней школы. Не один год руководил комсомольско-молодёжным звеном.
Первым в районе испытал такую форму труда, как КИТ. Возглавил звено из трех тракторов К-700 и шести комбайнов, сеяли и убирали площадь три тысячи гектаров земли. За сезон бригада намолачивала зерна более 15 тысяч центнеров на каждый комбайн, работали сутками, не выпуская из рук штурвала. Со временем в бригаде стала работать все семья. Заканчивая уборку урожая в своем хозяйстве, направлялся на помощь в хозяйства соседнего Казахстана.
Указами Президиума Верховного Совета СССР от 14 февраля 1975 года и 23 декабря 1976 года за высокие показатели в труде Колесник Анатолий Иванович награждён орденами Славы 3-й и 2-й степеней.
Указом Президиума Верховного Совета СССР от 7 января 1983 года за самоотверженный высокопроизводительный труд, большие успехи, достигнутые во Всесоюзном социалистическом соревновании в ознаменование 60-летия образования Союза ССР, долголетнюю безупречную работу на одном предприятии Колесник Анатолий Иванович награждён орденом Трудовой Славы 1-й степени. Стал полным кавалером ордена Трудовой славы.
С 1989 года являлся депутатом Верховного Совета СССР.
Жил в селе Адамовка.
Скончался 7 ноября 2021 года в больнице в Новотроицке, куда был госпитализирован с COVID-19.

## Награды
Награждён орденами Трудовой Славы 1-й, 2-й и 3-й степеней, медалями; в том числе медалью «За трудовую доблесть», серебряной и бронзовой медалями ВДНХ.
Заслуженный механизатор сельского хозяйства Российской Федерации. Почётный гражданин Адамовского района Оренбургской области.